# سکس ضربدری

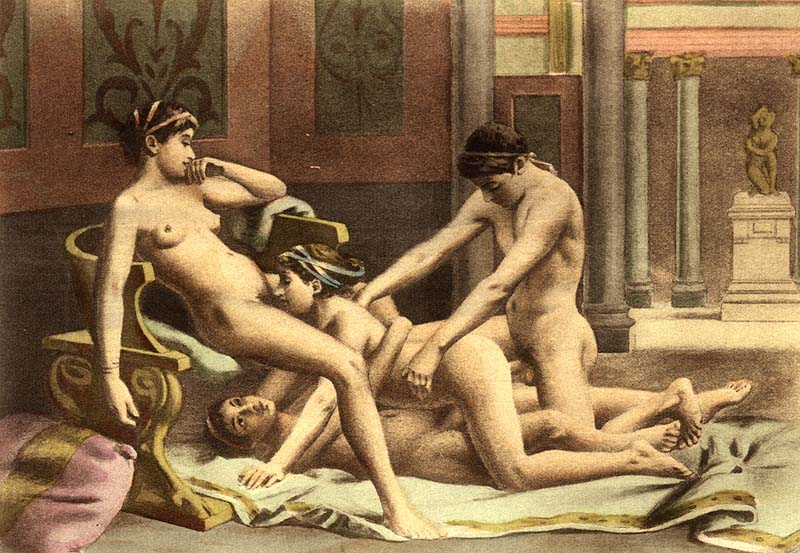
نوعی از ارتباط جنسی میان دو مرد ودو زن.

سکس ضربدری نوعی ارتباط جنسی بین دو یا چند زوج جنسی می‌باشد. این رابطه می‌تواند بخشی از یک مهمانی خصوصی باشد یا در خلال تجمع‌های گروهی یا کلوب‌های مخصوص سکس ضربدری صورت پذیرد. ترتیب ملاقات هم می‌تواند از طریق مجلات، اینترنت یا معرفی دوستان داده شود. پیشینه تاریخی ثبت شده این نوع ارتباط به دوران رم باستان بازمی‌گردد که در آن مناسکی با نام ارجی یا ارتباط جنسی گروهی بین زوجین انجام می‌شده‌است. اما این نوع رابطه از دهه ۱۹۶۰ با به‌وجود آمدن انقلاب جنسی و پیدایش روشهای پیشگیری از بارداری وارد مرحله جدید و مطمئن‌تری شد.

## واژه‌شناسی
در برقراری ارتباط حالات گوناگونی متصور می‌باشد. زوجین ممکن است با یکدیگر سکس دخولی داشته یا صرفاً به سکس دهانی یا لاپایی بسنده کنند.

## تاریخچه

### سده شانزدهم
قراردادی رسمی بین جان دی، همسرش جین و یک طالع بین scryer به نام ادوارد کلی و همسرش در مورخ ۲۲ آوریل ۱۵۷۸ منعقد می‌گردد با این مضمون که روابط نکاحی و زناشویی بین آنان تقسیم شود.

### سده هجدهم
تنها گروهی که رسماً عمل سکس ضربدری را انجام می‌دادند روشنفکران اروپایی بودند، که مشهورترین آنها مری شلی نویسنده «فرانکشتاین» و شوهرش (پرسی شلی) بودند. امروزه نیز روشنفکران حتی در بین ادیان ابراهیمی نشانه‌هایی را از مراسم و آیین‌هایی مشاهده می‌کنند که در خلال آن مبادلهٔ زوجات صورت می‌گرفته‌است؛ که در این میان می‌توان به دو فرقهٔ کیزیباش و یهودیت در ترکیه اشاره نمود.

### سده نوزدهم
دراواسط قرن نوزدهم و مخصوصاً در آلمان به زوج‌هایی که عمل تبادل زوجات را انجام می‌دادند لقب کمونیست داده می‌شد. به مفهوم این‌که همه چیزشان حتی همسرشان را به اشتراک می‌گذارند.

### سده بیستم
با اختراع اینترنت امکان یافتن زوج مناسب جهت سکس ضربدری هرچه بیشتر فراهم گردید.

### سکس ضربدری نوین
براساس کتاب «نگاهی به آیین شهوانی سکس ضربدری» نوشته تری گلد، سکس ضربدری در میان گروهی از خلبانان نیروی هوایی آمریکا و همسرانشان در جنگ جهانی دوم متداول بود. از آنجایی که نرخ تلفات در میان آنان بالا بود خانوادهٔ خلبانان با یکدیگر توافق می‌نمودند، در صورتی که هریک از آنان کشته شد یا مفقودالاثر گردید، همسر او توسط دیگر همکارش همانند همسر خود به‌لحاظ ارضای تمایلات جنسی و عاطفی مراقبت شود.

### عربستان
در عربستان پیش از اسلام، نوعی از سکس ضربدری مرسوم بوده که به آن ازدواج تعویضی یا نکاح بدل می‌گفتند، یعنی دو مرد با یکدیگر توافق می‌کردند و زنانشان را با هم عوض می‌کردند.
دربارهٔ شیوهٔ برخورد بعضی از مسلمانان صدر اسلام با زنان محمد و سبب پرده‌نشینی همسران وی، در قرآن اشاراتی شده‌است. در مورد آیه ۵۲ احزاب («[ای پیامبر] از این پس زنانِ [دیگر] برای تو حلال نیست، و نه اینکه آنان را با همسرانی بَدَل سِتانی گرچه زیباییِ آنان تو را به شگفت آوَرَد؛ مگر آنچه دستت دارا شود[بردگانِ زن]. و خدا نگهبان بر همه‌چیز است.») روایتی بدین شرح آورده‌اند که مسلمانی به خانهٔ پیامبر آمده و بدون اجازه در حُجرهٔ عایشه داخل گردید و سپس خطاب به محمد، خواستار مبادلهٔ عایشه با زن خود برای آمیزش جنسی شد. پیامبر رنجید و گفت این عمل حرام شده‌است.